# العلاقات التشيلية السورية
العلاقات التشيلية السورية هي العلاقات الثنائية التي تجمع بين تشيلي وسوريا.

## مقارنة بين البلدين
هذه مقارنة عامة ومرجعية للدولتين:
| وجه المقارنة                                              | تشيلي                         | سوريا                    |
| --------------------------------------------------------- | ----------------------------- | ------------------------ |
| المساحة (كم2)                                             | 756.10 ألف                    | 185.18 ألف               |
| عدد السكان (نسمة)                                         | 17.37 مليون                   | 18.27 مليون              |
| الكثافة السكانية (ن./كم²)                                 | 22.97                         | 98.66                    |
| العاصمة                                                   | سانتياغو                      | دمشق                     |
| اللغة الرسمية                                             | اللغة الإسبانية               | اللغة العربية            |
| العملة                                                    | بيزو تشيلي، وحدة حساب تشيلية ‏ | ليرة سورية               |
| الناتج المحلي الإجمالي (بليون دولار)                      | 277.08 مليار                  | 60.20 مليار              |
| الناتج المحلي الإجمالي (تعادل القوة الشرائية) بليون دولار | 419.39 مليار                  |                          |
| الناتج المحلي الإجمالي الاسمي للفرد دولار أمريكي          | 13.42 ألف                     |                          |
| الناتج المحلي الإجمالي للفرد دولار أمريكي                 | 22.07 ألف                     |                          |
| مؤشر التنمية البشرية                                      | 0.832                         | 0.594                    |
| رمز المكالمات الدولي                                      | +56                           | +963                     |
| رمز الإنترنت                                              | .cl                           | .sy                      |
| المنطقة الزمنية                                           | 00، 00، 00، 00                | ت ع م+02:00، ت ع م+03:00 |

## منظمات دولية مشتركة
يشترك البلدان في عضوية مجموعة من المنظمات الدولية، منها:
| علم المنظمة | اسم المنظمة                               | تاريخ انضمام تشيلي | تاريخ انضمام سوريا |
| ----------- | ----------------------------------------- | ------------------ | ------------------ |
|             | مؤسسة التنمية الدولية                     | 30 ديسمبر 1960     | 28 يونيو 1962      |
|             | يونسكو                                    | 7 يوليو 1953       | 16 نوفمبر 1946     |
|             | وكالة ضمان الاستثمار متعدد الأطراف        | 12 أبريل 1988      | 14 مايو 2002       |
|             | الأمم المتحدة                             | 24 أكتوبر 1945     | 24 أكتوبر 1945     |
|             | الاتحاد البريدي العالمي                   | ?                  | ?                  |
|             | البنك الدولي للإنشاء والتعمير             | 31 ديسمبر 1945     | 10 أبريل 1947      |
|             | المنظمة الهيدروغرافية الدولية             | ?                  | ?                  |
|             | الاتحاد الدولي للاتصالات                  | 1908               | 12 يناير 1924      |
|             | منظمة حظر الأسلحة الكيميائية              | ?                  | ?                  |
|             | مؤسسة التمويل الدولية                     | 15 أبريل 1957      | 28 يونيو 1962      |
|             | المركز الدولي لتسوية المنازعات الاستشارية | 24 أكتوبر 1991     | 24 فبراير 2006     |
|             | منظمة الشرطة الجنائية الدولية             | ?                  | ?                  |

## أعلام
هذه قائمة لبعض الشخصيات التي تربطها علاقات بالبلدين:
- عمر أبو ريشة (10 أبريل 1910[20] – 15 يوليو 1990[20])
- ليونور فاريلا (ممثلة تشيلية، 29 ديسمبر 1972[21] – )

## وصلات خارجية
- موقع وزارة الخارجية التشيلية